# ویلی یانگ
ویلی یانگ (انگلیسی: Willie Young؛ زادهٔ ۲۵ نوامبر ۱۹۵۱) بازیکن فوتبال اهل اسکاتلند است.

## باشگاهی
از باشگاه‌هایی که در آن بازی کرده‌است می‌توان به باشگاه فوتبال آبردین، باشگاه فوتبال ناتینگهام فارست، باشگاه فوتبال آرسنال، باشگاه فوتبال تاتنهام هاتسپر، باشگاه فوتبال نوریچ سیتی، و باشگاه فوتبال برایتون اند هوو آلبیون اشاره کرد.

## تیم ملی
وی همچنین در تیم ملی فوتبال زیر ۲۳ سال اسکاتلند بازی کرده‌است.